# Vicent Tur Serra
Vicent Tur Serra, conegut com a Vicent Jeroni o Vicent Jeroni des Racó (Formentera, 1930 - Formentera, 6 de desembre de 2024) fou un glosador pitiús.
La seva obra és un conjunt d’estructures versificades de caràcter narratiu creades per ser recitades, a manera d’històries en vers. Tot i que no es poden englobar dins dels gèneres cantats tradicionals, pel fet que no estan pensades per ser cantades, sí que guarden una relació prou estreta amb les cançons i també amb els estribots, fet que s’explica per la rellevància de Vicent Jeroni com a cantador i cançoner durant la segona meitat del segle xx. El 2020 fou guardonat per l'Obra Cultural Balear (OCB) amb el premi Aina Moll i Marquès, dels premis 31 de Desembre. La seva obra l'ha recollit Teresa Costa Castelló al llibre 100 Gloses de Vicent Jeroni. I unes més de regateig (2019) amb un CD amb la gravació de les gloses en la veu del mateix autor. L'autora ha procurat respectar al màxim la fonètica, tant pel que fa a la presència de fenòmens habituals en la parla d’Eivissa i Formentera com en casos en els quals s’han observat formacions anòmales (“estrambòlica”, “endevenia”, “medecinàs”…).